# Gallinago paraguaiae
Gallinago paraguaiae là một loài chim trong họ Scolopacidae.